# Gautier Gibouin
Gautier Gibouin (Soyaux, 24 de marzo de 1989) es un jugador francés de rugby de ascendencia española que se desempeña como tercera línea en el club Soyaux Angoulême XV Charente de la Pro D2. Además de competir con su club en Francia, es internacional absoluto con la Selección Española, donde es el tercer jugador en activo que más caps acumula (42), además de ser el segundo capitán del equipo.